# Honderd Dagen (school)
Honderd Dagen of Chrysostomos is een scholierengebruik in Vlaanderen waarbij de laatstejaars vieren dat ze, normaal gezien, nog maar (ongeveer) honderd dagen school moeten lopen.
In het Pools heet dit Studniówka, en wordt het gevierd door het geven van een bal, vergelijkbaar met een prom in de Verenigde Staten.

## Vlaanderen
Vaak wordt er tijdens het honderddagenfeest de draak gestoken met leerkrachten en medeleerlingen. Hoewel dit vaak op het schooldomein zelf gebeurt (door bijvoorbeeld in klassen binnen te vallen of activiteiten op de speelplaats te verzorgen), wordt het ook vaak gedaan in een door de leerlingen zelf opgezette show. Andere tradities zijn het versieren van het schooldomein en het geven van een fuif.
Het Chrysostomosfeest is gewijd aan Johannes Chrysostomus, de heilige aartsbisschop van Constantinopel, wiens feestdag voor de liturgievernieuwing van 1969 op 27 januari gevierd werd. Zijn feestdag staat nu op 13 september. De naam Chrysostomus betekent "gouden mond" en hij is de patroonheilige van de Christelijke predikers. Traditioneel heette het laatste jaar van het secundair onderwijs retorica omdat in de vakken Latijn en Grieks bijzondere aandacht uitging naar de redenaarskunst, en die scholieren beschouwden Johannes Chrysostomus dan ook als hun patroonheilige.
Oorspronkelijk werd Honderd Dagen – vooral in de oude Grieks-Latijnse humaniora – gevierd op Johannes Chrysostomus' feestdag, maar uit praktische overwegingen wordt het nu doorgaans op een donderdag of vrijdag (in januari, februari of in sommige gevallen maart) gehouden.
Vooral in de provincies Limburg, Antwerpen en Vlaams-Brabant spreekt men over Chrysostomos, in de rest van Vlaanderen heet het feest gewoon X-Mos of Honderd Dagen. In het Heilig Hart & College in Halle spreekt men van de ludieke term Joke Day. Aan de kust spreekt men soms van Hoedjesdag, naar het gebruik een gek hoedje op te zetten op die dag.
In sommige Vlaamse scholen wordt de 50 Dagen gevierd in plaats van de gebruikelijke 100 Dagen.